# Славяни в Мала Азия
Славянската миграция към Мала Азия започва през 690 г., т.е. непосредствено след установяването на Дунавска България през 681 г., когато византийският император Юстиниан II преселва около 30 000 славяни от Балканите в Киликия, за да се бият срещу Омаядския халифат. Повечето от тези преселени насилствено славяни в битката при Севастополис преминават на страната на арабите, за да станат по-късно известни като сакалиби.
През 761 – 764 г. още 208 000 славяни от Тракия, явни или мними политически бегълци от българския хан Телец, са преселени във Витиния от византийския император Константин V Копроним. Причината е, че византийският император ги заподозрял в нелоялност, държейки страната на българите по време на походите му срещу Дунавска България. Най-известният славянин от Мала Азия е Тома Славянина.
През IX век тези славяни окончателно се интегрират в политическите реалности на Мала Азия и Балканите. Освен това, по заръка на византийския император и благодарение на Кирил и Методий, в средата на този IX век в Полихрон в Мала Азия, е съставена глаголицата – първата славянска писменост.